# Уза (приток Сожа)
Уза́ (бел. Вуза) — река в Гомельской области, правый приток Сожа.
Длина реки — 76 км, площадь водосборного бассейна — 944 км², среднегодовой расход воды в районе устья — 3,4 м³/с. Истоки реки находятся в 2 км от деревни Берёзовки, далее Уза протекает по Приднепровской низменности, после чего впадает в Сож в деревне Бобовичи. Долина реки — 600—800 м, местами — до 1,5 км. Ширина реки — 5—8 м, в нижнем течении — до 15 м. Крупнейшие притоки — Беличанка, Рандовка.
На Узе расположен городской посёлок Уваровичи.